# Las Falhadas
Las Falhadas (en francès Lasfaillades) és un municipi francès situat al departament del Tarn i a la regió d'Occitània.

## Demografia
| 1962                                       | 1968 | 1975 | 1982 | 1990 | 1999 | 2007 |
| ------------------------------------------ | ---- | ---- | ---- | ---- | ---- | ---- |
| 83                                         | 101  | 87   | 73   | 80   | 84   | 72   |
| Des de 1962: població sense dobles comptes |      |      |      |      |      |      |

## Administració
| Període   | Identitat                 | Partit |
| --------- | ------------------------- | ------ |
| 2001-2008 | Jeanne-Marie Mouret       |        |
| 2008-     | Brigitte Pailhé-Fernandez |        |